# Predsednik Italijanske republike
Predsednik Italijanske republike je najvišja oblast v državi in predstavlja državno enotnost, kot določa ustava z dne 1. januarja 1948. Izvoli ga parlament v plenarnem zasedanju. Izvoljen je lahko vsak državljan, ki je izpolnil 50. leto starosti in je sodno upravičen do vseh civilnih in političnih prednosti državljana. 

## Trajanje mandata
Mandat predsednika Italijanske republike je predviden za sedem let. Ukine se lahko v sledečih slučajih:
- prostovoljna ostavka
- smrt
- trajna onesposobljenost vsled bolezni
- odstavitev s položaja zaradi parlamentarne preiskave[1]
- zapadlost funkcije zaradi zmanjkanja osnovnih pogojev [2]

Mandatna doba se podaljša v primeru razpusta obeh zbornic parlamenta, in sicer do izvolitve novega republiškega predsednika, ki se mora opraviti v roku petnajst dni od nastopa novega parlamenta.
Trenutni (2015) predsednik Italijanske republike je Sergio Mattarella.

## Pravice in dolžnosti predsedniške funkcije
Razen predstavništva državljanov kot pravne enote, ustava poveri republiškemu predsedniku nadzor nad vsemi tremi vejami oblasti v državi, to je nad zakonodajnimi, sodnimi in izvršnimi organi vseh stopenj.
S temi pravicami so povezane predvsem sledeče dolžnosti:
1) kot predstavnik državljanov
- akreditira in sprejema diplomate drugih držav
- ratificira mednarodne pogodbe, ki jih je odobril parlament
- razglasi vojno stanje, ki ga je odločil parlament;

2) kot predstavnik parlamenta
- imenuje do pet dosmrtnih senatorjev
- sporoča svoja stališča senatu in poslanski zbornici
- skliče izredna zasedanja obeh parlamentarnih skupščin
- razpusti eno ali obe parlamentarni skupščini [3]
- razglasi razpis volitev in določi datum prvega zasedanja novoizvoljenih parlamentarnih skupščin
- podeli republiška priznanja in odlikovanja;

3) kot predstavnik zakonodajne in normativne oblasti
- dovoljuje, da se predstavijo parlamentu vladni zakonski osnutki
- potrjuje zakone, ki jih je izglasoval parlament
- zavrne izglasovane zakone in jih vrne parlamentu z motivacijo in zahtevo po novi obravnavi [4]
- izdaja zakonske dekrete, zakonodajne dekrete in normative, ki jih je sprejela vlada
- skliče referendume in razglasi njihov izid;

4) kot  predstavnik izvršne in politične oblasti
- po raznih posvetovanjih, imenuje ministrskega predsednika in nato na njegov predlog imenuje ministre
- sprejema zaprisego nove vlade in izjavo vladnega odstopa
- imenuje nekatere višje državne funkcionarje
- predseduje Vrhovnemu obrambnemu svetu in poveljuje vsem oboroženim silam [5]
- odloča o razpustu deželnih svetov in o odstranitvi njihovih predsednikov;

5) kot predstavnik sodne oblasti
- predseduje Vrhovnemu sodnemu svetu
- imenuje tretjino članov Ustavnega sodišča
- podeli pomilostitve in skrajšanja zapornih kazni.

## Odgovornost
Z ozirom na odgovornost republiškega predsednika se italijanska ustava zgleduje po zgodovinskem, monarhičnem, pojmovanju Kraljevine Sardinije in drugih večjih evropskih kraljevin pred njo , ki so oproščale kralja vsake odgovornosti. Po načelih ustave mora imeti republiški predsednik popolno svobodo pri odločanju, zato ga ne sme težiti nobena odgovornost za morebitne posledice njegovih odločitev. Osebno je odgovoren samo v primeru veleizdaje ali zlorabe ustave, za kar ga sodi direktno parlament.
Zaradi teh predpisov morajo biti vsi akti republiškega predsednika overovljeni s podpisom ministrskega predsednika in ministrov, ki so predstavili zakonski predlog. S tem podpisom ministri prevzamejo vsako pravno in zakonodajno odgovornost. 

## Seznam
Glej članek: Seznam predsednikov Italije